# フレモント・ストリート・エクスペリエンス
フレモント・ストリート・エクスペリエンス（英名:Fremont Street Experience）は、アメリカ合衆国ネバダ州ラスベガスにある、歩行者天国兼アトラクション。略称として、FSEと短縮される。FSEはフレモント・ストリートの西端全5区画を占めており、近接する他のストリートとを分断している。

## 概要

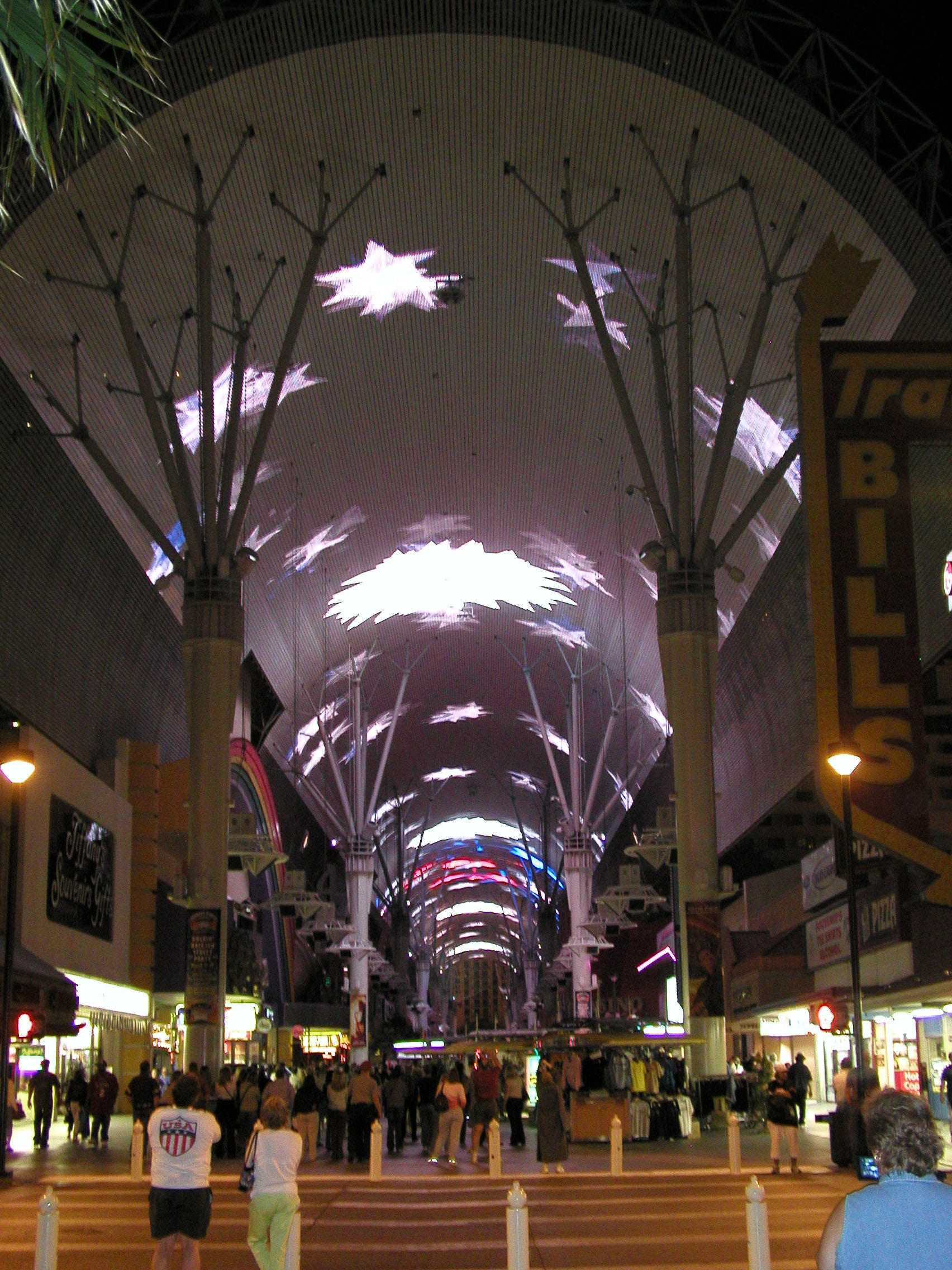
FSE、通常のディスプレイ。

FSEは、当時業績が好ましくなかったダウンタウンにあるギャンブルの地域へ、より多くの人々を呼び込む方法の一つとして考え出されたものである。FSEは都市公園として考慮されて以来、継続中であった都市との関連事業と共に、別個の法人としてダウンタウンのホテル・カジノ企業（10社で構成されている）が所有及び経営管理をする、一つの共同投機であった。
アトラクションは、その頂点がおよそ27メートル（90フィート）に達するかまぼこ天井の天蓋が、およそ457メートル（1500フィート）及び4つ分の区画を覆うものである。これはトレジャー・アイランドのファサードのデザインやベラージオホテル、また他のラスベガス・ストリップ計画を担当した建築家、ジョン・ジャーディが最初に設計したラスベガス計画の作品であった。天蓋の下側は、LGグループが建設した「ビバ・ビジョン」と称される発光ダイオードのディスプレイで覆われ、夜が訪れると断続的にきらびやかな光と音のショーを行うようプログラムされている。
ラスベガスにあるカジノの照明は消えないことで有名でもあるが、この光のショーは一帯に並ぶカジノを含む、全ての建造物の照明が落とされた後に開始される。各ショーの前に、FSEを交差するストリートは安全のため遮断される。
通例無料であるコンサートは、2つあるステージで行われる。開催場所は観光客にとって、ラスベガスのダウンタウンでも主要なアトラクションの一つとなっており、さらにフレモント・ストリート・エクスペリエンス・ネオンミュージアムが位置する他、花火やスクリーンの催し物が行われる大晦日パーティーの開催場所にもなっている。

## 歴史

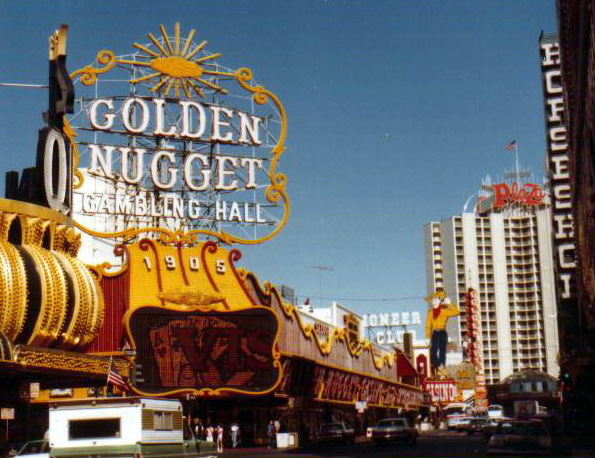
1983年当時のフレモント・ストリート。

1994年9月、フレモント・ストリートは閉鎖され、FSE建設計画の起工式が行われた。1995年、ネバダ交響楽団と協力し、公式な公開試演会が行われた。その年の12月14日には公式に光のショーが開演され、大晦日にはFSEが初の大晦日パーティを迎える運びとなった。さらにその翌年である1996年11月、古き良き時代のカジノや他業種の建物が外部に陳列していた様々なサインを呼び物とする、フレモント・ストリート・エクスペリエンス・ネオンミュージアムが開館した。
現在あるステージは2000年代前半に付け加えられ、こうしてイベントが行われる都度一時的なステージを運んでくる必要性が省かれた。その後2001年6月に音響システムが改良された他、2004年7月14日、総工費1700万ドルをかけたグレードアップの全貌が一斉に明らかとなった。

## 技術的詳細
初めに建設されたディスプレイは、道路のキオスクに置かれた全32台のコンピューターによって制御される、210万個の電球が組み込まれたものであった。道路全体に設置されたスピーカーを用いた音響システムは、35万ワットの電力を消費していたと見積もられている。ディスコ・ナイトというイベント時には、付加的な娯楽としてストロボがいくつかの地点に設置された。
またディスプレイに「リアル」な画像を映し出すなど、新基軸となるものも取り入れた。新技術がディスプレイを湾曲させるまでに発達し、低解像度の画像も下から見ることができるようになった。この際、画像が不明瞭になるのを防ぐため、ディスプレイ全体で画像をゆっくりと動かすことで調整が行われた。
その後2001年の改良により、音響システムは55万ワットまでエネルギーを消費するようになった。また2004年に行われた改良では、ディスプレイに1250万個の発光ダイオードが使用され、それ以前に使用されていた電球中心のディスプレイよりも多くの色彩の組み合わせが表示できるようになった。さらに以前の制御のシステムは、10台のコンピューターを使用した中央制御室のものへ取って代わることになった。

## FSEのカジノ・ホテル企業
- ビニオンズ
- ボイド・ゲーミング社
  - フレモント・ホテル、カジノ
  - カリフォルニア・ホテル、カジノ
  - メインストリート・ステーションホテル
- フィッツジェラルド・カジノ・ホテル
- フォークイーンズ・ホテル・カジノ
- ゴールデンゲート・ホテル・カジノ
- ゴールデンナゲット・ラスベガス
- ラスベガスクラブ・ホテル・カジノ
- レディー・ラック・ホテル・カジノ（会員）